# O'Garry of the Royal Mounted
O'Garry of the Royal Mounted è un cortometraggio muto del 1915 scritto, diretto e interpretato da Ned Finley.

## Produzione
Il film fu prodotto dalla Vitagraph Company of America.

## Distribuzione
Distribuito dalla General Film Company, il film - un cortometraggio in tre bobine - uscì nelle sale cinematografiche statunitensi il 16 febbraio 1915 dopo essere stato presentato in prima a New York il 24 gennaio.